# Sarabbia (Lombardei)
Sarabbia ist eine ehemalige Fraktion (Ortsteil) der italienischen Gemeinde Verretto in der Poebene auf dem Gebiet der Lombardei, die Anfang des 19. Jahrhunderts hierhin eingemeindet wurde. Mit dem Erlass des Königs vom 10. November 1818 wurden neben Sarabbia die Frazionen Borgo, Carentano, Dorna, Filiberta und Lottona nach Verretto eingemeindet. Noch 1854 ist sie ein Ortsteil der Gemeinde Verretto.